# Kabinett Mintoff V

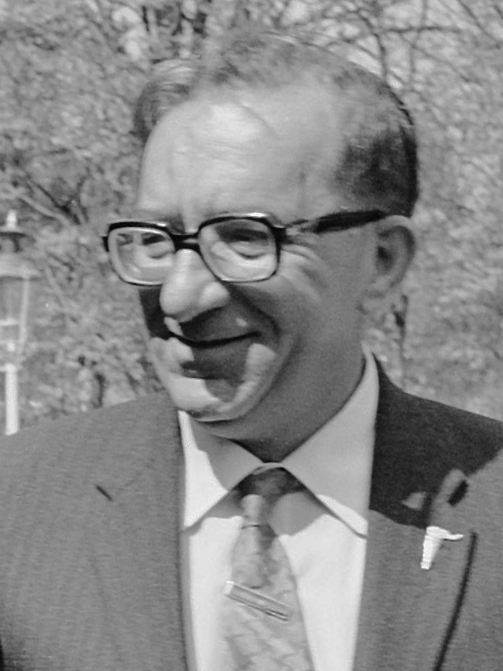
Dom Mintoff (1974)

Das maltesische Kabinett Mintoff V wurde am 3. September 1983 von Premierminister Dom Mintoff von der Partit Laburista (PL) gebildet. Es löste das vierte Kabinett Mintoff ab und befand sich bis zum 22. Dezember 1984 im Amt.
Nach dem Rücktritt Mintoffs am 22. Dezember 1984 übernahm sein designierter Nachfolger Carmelo „Karmenu“ Mifsud Bonniċi die Funktion als Vorsitzender der PL sowie des Premierministers und bildete im Anschluss das Kabinett Mifsud Bonniċi.

## Minister
| Amt                                                                 | Name                             | Partei           |
| ------------------------------------------------------------------- | -------------------------------- | ---------------- |
| Premierminister und Innenminister                                   | Dom Mintoff                      | Partit Laburista |
| Minister für Finanzen, wirtschaftliche Entwicklung, Zölle und Häfen | Wistin Abela                     | Partit Laburista |
| Minister für Bildung und Kommunikation                              | Carmelo „Karmenu“ Mifsud Bonniċi | Partit Laburista |
| Industrieminister                                                   | Karmenu Vella                    | Partit Laburista |
| Minister für Justiz und Parlamentarische Angelegenheiten            | Joseph „Guze“ Cassar             | Partit Laburista |
| Minister für Arbeit, Beschäftigung und soziale Dienste              | Alfred „Freddie“ Micallef        | Partit Laburista |
| Minister für Gesundheit und Umwelt                                  | Vincent Moran                    | Partit Laburista |
| Minister für öffentliche Arbeiten und Sport                         | Lorry Sant                       | Partit Laburista |
| Minister für Landwirtschaft und Fischerei                           | Joe Debono Grech                 | Partit Laburista |
| Minister für halbstaatliche Investitionen                           | Philip Muscat                    | Partit Laburista |
| Tourismusminister                                                   | Joseph „Joe“ Grima               | Partit Laburista |
| Minister für Wirtschaftsplanung und Handel                          | Lino Spiteri                     | Partit Laburista |
| Außenminister und Kulturminister                                    | Alex Sceberras Trigona           | Partit Laburista |